# انگلینک
انگلینک (به لهستانی:  Anielinek) یک روستا در لهستان است که در گمینا یاکوبوو واقع شده‌است.